# Erythrininae
Erythrininae je tribus iz poorodice mahunarki, dio je potporodice Faboideae. 
Postoji 9 rodova. Tipični je rod, Erythrina s 124 vrste drveća i grmova iz suptopskih i tropskih krajeva, ponajviše u Meksiku, Srednjoj Americi i Africi; na hrvatskom jeziku naziva se koraljno drvo.

## Rodovi
1. Erythrina L. (124 spp.)
2. Rhodopis Urb (1 sp.)
3. Neorudolphia Britton (1 sp.)
4. Mucuna Adans. (117 spp.)
5. Cochlianthus Benth. (2 spp.)
6. Psophocarpus Neck. (9 spp.)
7. Dysolobium (Benth.) Prain (6 spp.)
8. Otoptera DC. (2 spp.)
9. Decorsea R. Vig. (6 spp.)